# Paul Kummer
Paul Kummer (ur. 23 kwietnia 1834, zm. 6 grudnia 1912) – niemiecki mykolog.
Paul Kummer mieszkał w mieście Zerbst około 60 km na północ od Lipska. W latach 1857–1863 pracował jako prywatny wykładowca, a następnie jako wikary w Zerbst (1863–1877).
Znany jest głównie ze swojego wielkiego wkładu w nomenklaturę mykologiczną. We wcześniejszej, opracowanej przez Eliasa Friesa taksonomii grzybów było bardzo niewiele rodzajów; większość grzybów Fries zaliczył do rodzaju Agaricus lub Boletus podzielonych na plemiona. W swojej pracy z 1871 roku Der Führer in die Pilzkunde, Kummer podniósł większość plemion do statusu rodzaju, ustanawiając w ten sposób wiele ogólnych nazw grzybów, które są używane do dziś.
Przy naukowych nazwach grzybów, których twórcą jest Paul Kummer podawany jest skrót jego nazwiska P. Kumm.

## Publikacje naukowe
- „Der Führer in die Pilzkunde. Anleitung zum methodischen, leichten und sichern Bestimmen der in Deutschland vorkommenden Pilze, mit Ausnahme der Schimmel- und allzu winzigen Schleim- und Kern-Pilzchen.” 1. Auflage. Zerbst (E. Luppe); (1871).
- „Der Führer in die Mooskunde. Anleitung zum leichten und sicheren Bestimmen der deutschen Moose”. 119 S.; Berlin. (1873).
- „Der Führer in die Lebermoose und die Fefäßkryptogamen” (Schachtelhalme, Bärlappe, Farne, Wurzelfrüchtler). 1. Aufl.; Berlin (Springer); (1875).
- „Kryptogamische Charakterbilder”. VIII+251 S., 220 Abb.; Hannover, (1878).
- „Der Führer in die Mooskunde. Anleitung zum leichten und sicheren Bestimmen der deutschen Moose”, 2. Aufl.; Berlin, (1880).
- „Die Moosflora der Umgebung von Hann.-Münden”. – Bot. Centralblatt 40: 65–72, 101-106; Kassel, (1889).
- „Der Führer in die Mooskunde. Anleitung zum leichten und sicheren Bestimmen der deutschen Moose”. 3. Auflage; Berlin, (1891).
- „Der Führer in die Lebermoose und die Gefäßkryptogamen” (Schachtelhalme, Bärlappe, Farne, Würzelfrüchtler). 2. Auflage VII+148 S.; Berlin (Springer), (1901)